# Arcidiocesi di Valencia

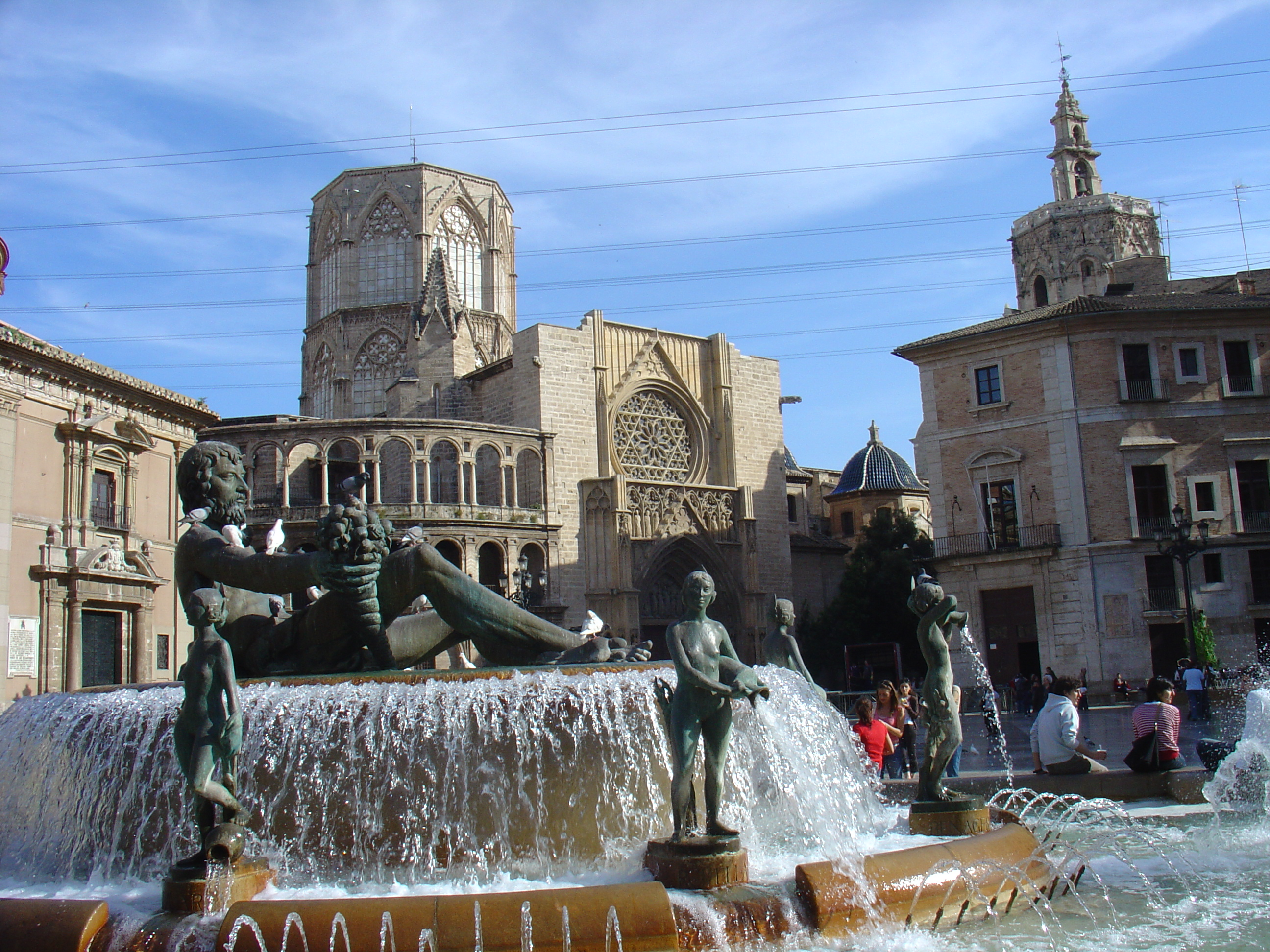
Vista della cattedrale di Valencia

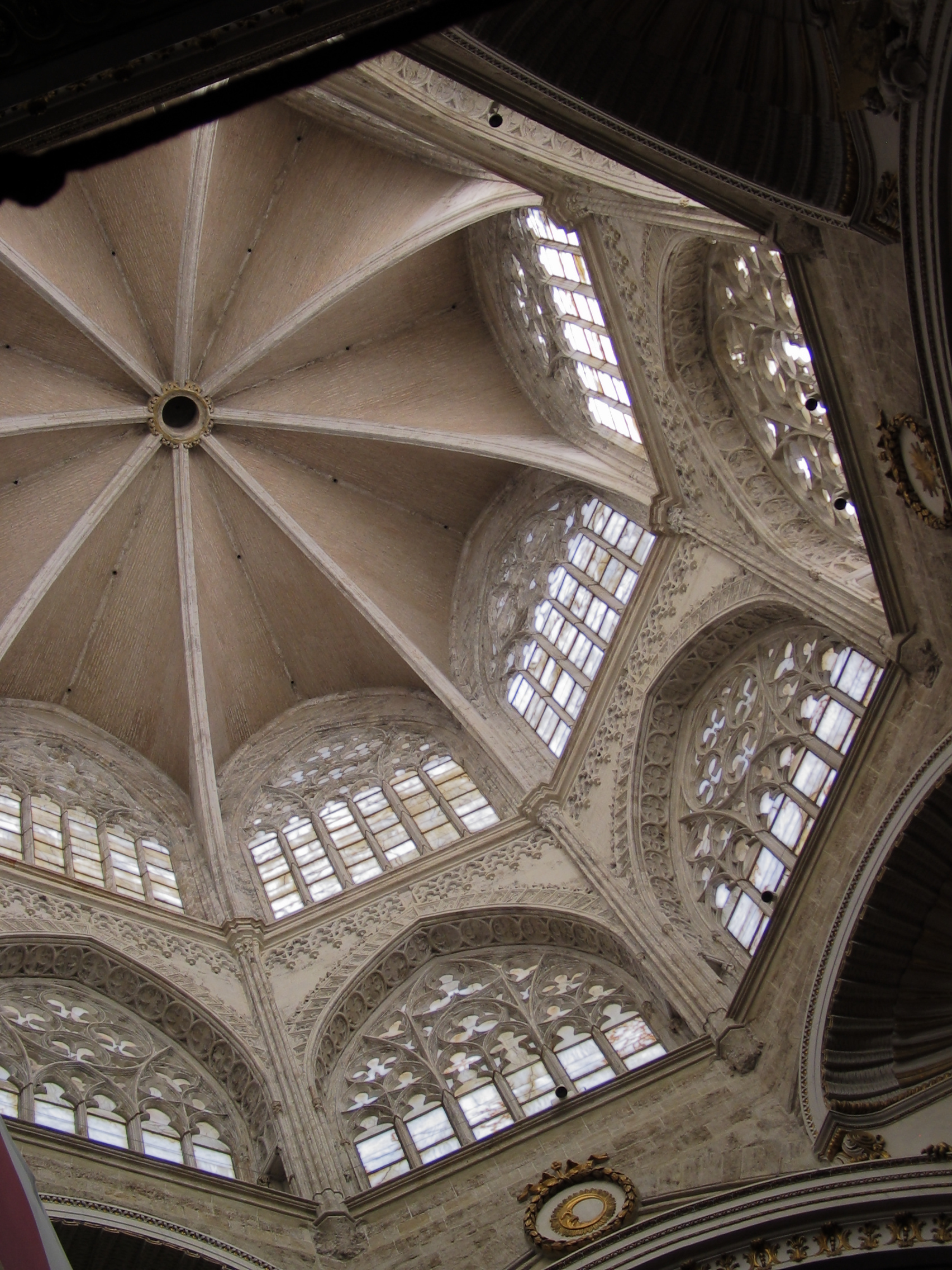
Cupola della cattedrale

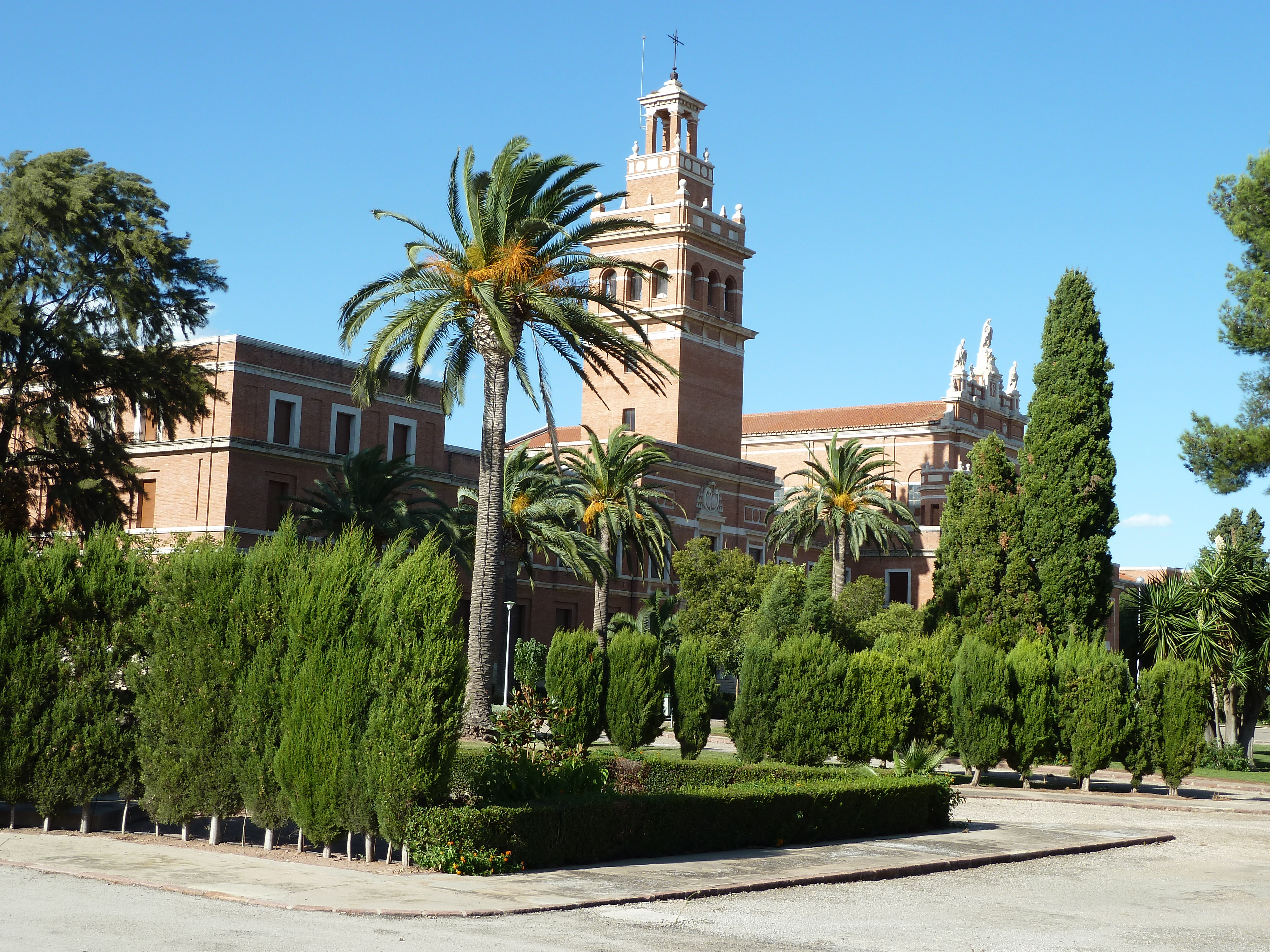
Il seminario arcivescovile di Valencia.

L'arcidiocesi di Valencia (in latino Archidioecesis Valentina) è una sede metropolitana della Chiesa cattolica in Spagna. Nel 2023 contava 2.708.000 battezzati su 2.869.034 abitanti. È retta dall'arcivescovo Enrique Benavent Vidal.

## Territorio
L'arcidiocesi comprende per intero la provincia di Valencia, eccetto il municipio di Gátova che appartiene alla diocesi di Segorbe-Castellón de la Plana, e 63 municipi della provincia di Alicante.
Sede arcivescovile è la città di Valencia, dove si trova la cattedrale di Santa Maria. Nella cattedrale è conservata l'importante reliquia del Santo Calice, che secondo la tradizione sarebbe il calice usato da Gesù Cristo durante l'Ultima cena. La storia della reliquia di Valencia è stata ricostruita all'indietro per circa un millennio, mentre la coppa del calice è stata datata a un'epoca compatibile con il presunto impiego da parte di Gesù. Recentemente, in occasione delle loro visite apostoliche a Valencia, sia Giovanni Paolo II sia Benedetto XVI hanno voluto celebrare la santa Messa con il Santo Calice.
Oltre alla cattedrale, nel territorio sorgono altre 5 basiliche minori: la basilica di San Giacomo Apostolo a Algemesí, le basiliche di Nuestra Señora de los Desamparados, di San Vincenzo Ferrer e del Sacro Cuore di Gesù a Valencia e la basilica dell'Assunzione a Xàtiva.
Il territorio si estende su una superficie di 13.091 km² ed è suddiviso in 632 parrocchie, raggruppate in 67 arcipresbiterati, a loro volta raggruppati in 5 vicariati.

### Provincia ecclesiastica
La provincia ecclesiastica di Valencia, istituita nel 1492, comprende le seguenti suffraganee:
- la diocesi di Ibiza
- la diocesi di Maiorca
- la diocesi di Minorca
- la diocesi di Orihuela-Alicante
- la diocesi di Segorbe-Castellón de la Plana.

## Storia
La diocesi di Valencia fu eretta nel 527. Era originariamente suffraganea dell'arcidiocesi di Tarragona.
Caduta Valencia nelle mani dei musulmani nel 712, vide interrompersi la successione dei vescovi. La diocesi fu poi ristabilita il 10 ottobre 1238, subito dopo la riconquista della città.
L'11 ottobre 1470 papa Paolo II rese la diocesi immediatamente soggetta alla Santa Sede e il 9 luglio 1492 fu elevata al rango di arcidiocesi metropolitana da papa Innocenzo VIII.
Un momento di speciale splendore ebbe la diocesi a metà del XVI secolo, con gli arcivescovi san Tommaso da Villanova e san Giovanni de Ribera e Martín Pérez de Ayala, che applicarono i decreti del Concilio di Trento, lasciando una traccia profonda e duratura nella vita religiosa dell'arcidiocesi, confermata dalle opere dei santi che vissero in quel tempo a Valencia: Francesco Borgia, Pasquale Baylón e Luigi Bertrando e i beati Andrés Hibernón e Gaspar Bono.
Anche il XIX secolo vide a Valencia una copiosa fioritura di santi: Maria Michela del Santissimo Sacramento, Teresa Jornet e Ibars e la beata Inés de Beniganim.
Nella seconda metà del XIX secolo e nel primo terzo del secolo scorso l'arcidiocesi di Valencia fu travagliata da forti tensioni politiche e sociali, fra le quali emersero nette posizioni anticlericali, che sfociarono durante la guerra civile in un'aperta persecuzione della Chiesa, con centinaia di martiri, di cui molti saranno beatificati da papa Giovanni Paolo II l'11 marzo 2001. Infatti, i 233 martiri beatificati in quell'occasione provenivano per lo più dall'arcidiocesi di Valencia.
Con due decreti della Congregazione Concistoriale del 6 giugno 1957 e del 31 maggio 1960 furono modificati i confini diocesani: cedette alla diocesi di Orihuela-Alicante quattro arcipresbiterati, ricevendone una parrocchia; ricevette un arcipresbiterato dalla diocesi di Cuenca e cinque dalla diocesi di Segorbe, cedendo a quest'ultima un altro arcipresbiterato e ventisette parrocchie.

## Cronotassi dei vescovi
Si omettono i periodi di sede vacante non superiori ai 2 anni o non storicamente accertati.
- Tommaso ? † (tra V e VI secolo)[7]
- Giustiniano † (circa 527 - 548 deceduto)[8]
- Celsino † (menzionato nel 589)[9]
- Wiligisclo † (menzionato nel 589)[9][10]
- Sant'Eutropio † (fine del VI secolo)[9]
- Marino † (menzionato nel 610)[9]
- Mustacio † (prima del 633 - dopo il 638)[9]
- Aniano † (menzionato nel 646)[9]
- Felix † (prima del 653 - dopo il 655)[9]
- Suinterico † (menzionato nel 675)[9]
- Hospitalius † (menzionato nel 681)[9]
- Sarmata † (prima del 683 - dopo il 688)[9]
- Witisclo † (menzionato nel 693)[9]
- Zaet al-Matran † (? - 1094)
- Jerónimo de Perigord, O.S.B. † (1092 o 1098 ? - 1102 ? nominato vescovo di Salamanca)
- Ferrer de Pallarés o de San Martín † (22 luglio 1240 - 30 aprile 1243 deceduto)
- Arnau de Peralta † (1º giugno 1243 - 25 agosto 1248 nominato vescovo di Saragozza)
- Andrés de Albalat, O.P. † (4 dicembre 1248 - 24 marzo 1276 deceduto)
- Jazperto de Botonach † (29 aprile 1276 - 3 aprile 1288 deceduto)
- Ramón Despont, O.P. † (15 gennaio 1291 - 13 novembre 1312 deceduto)
- Ramón de Gastón † (13 dicembre 1312 confermato - 18 giugno 1348 deceduto)
- Hugo de Fenollet † (3 dicembre 1348 - 21 giugno 1356 deceduto)
- Vidal de Blanes † (5 dicembre 1356 - 1369 deceduto)
- Jaume de Prades i de Foix † (5 marzo 1369 - 30 maggio 1396 deceduto)
- Hugo de Lupia y Bagés † (28 novembre 1397 - 11 aprile 1427 deceduto)
- Alfonso Borgia † (20 agosto 1429 - 8 aprile 1455 eletto papa con il nome di Callisto III)
  - Rodrigo Borgia † (30 giugno 1458 - 9 luglio 1492 nominato arcivescovo di Valencia) (amministratore apostolico)
- Rodrigo Borgia † (9 luglio 1492 - 11 agosto 1492 eletto papa con il nome di Alessandro VI)
- Cesare Borgia † (31 agosto 1492 - 17 agosto 1498 dimesso)
  - Juan de Borja Llançol de Romaní † (6 settembre 1499 - 22 giugno 1500 deceduto) (amministratore apostolico)
- Pedro Luis de Borja Llançol de Romaní † (29 luglio 1500 - 14 ottobre 1511 deceduto)
  - Alfonso de Aragón † (23 gennaio 1512 - 24 febbraio 1520 deceduto) (amministratore apostolico)
- Erardo (Everard) de la Marca (Marck) † (19 marzo 1520 - 27 febbraio 1538 deceduto)
- Jorge de Austria † (29 novembre 1538 - 16 agosto 1544 succeduto vescovo di Liegi)
- San Tommaso di Villanova, O.S.A. † (10 ottobre 1544 - 8 settembre 1555 deceduto)
- Francisco de Navarra y Hualde † (4 maggio 1556 - 14 aprile 1563 deceduto)
- Acisclo de Moya y Contreras † (1º marzo 1564 - 2 maggio 1565 deceduto)
- Martín Pérez de Ayala † (6 settembre 1564 - 5 agosto 1566 deceduto)
- Fernando de Loaces (Loazes), O.P. † (28 aprile 1567 - 29 febbraio 1568 deceduto)
- San Giovanni de Ribera † (3 dicembre 1568 - 6 gennaio 1611 deceduto)
- Pedro Castro Nero † (12 settembre 1611 - 28 settembre 1611 deceduto)
- Isidoro Aliaga, O.P. † (26 marzo 1612 - 2 gennaio 1648 deceduto)
- Pedro Urbina Montoya, O.F.M. † (28 giugno 1649 - 1º aprile 1658 nominato arcivescovo di Siviglia)
- Martín López de Ontiveros † (30 settembre 1658 - 5 settembre 1666 deceduto)
- Ambrosio Ignacio Spínola y Guzmán † (7 marzo 1667 - 9 aprile 1668 nominato arcivescovo di Santiago di Compostela)
- Luis Alfonso de los Cameros † (14 maggio 1668 - 26 luglio 1676 deceduto)
- Juan Tomás de Rocaberti, O.P. † (8 febbraio 1677 - 13 giugno 1699 deceduto)
- Antonio Folch y Cardona, O.F.M. † (3 febbraio 1700 - 21 luglio 1724 deceduto)
- Andrés de Orbe y Larreátegui † (18 aprile 1725 – 26 gennaio 1738 dimesso)
- Andrés Mayoral Alonso de Mella † (27 gennaio 1738 - 6 ottobre 1769 deceduto)
- Tomás de Azpuru Ximénez † (12 marzo 1770 - 7 luglio 1772 deceduto)
- Francisco Fabián y Fuero † (13 settembre 1773 - 28 maggio 1795 ritirato)
- Antonio Despuig y Dameto † (1º giugno 1795 - 18 dicembre 1795 nominato arcivescovo di Siviglia)
- Juan Francisco Jiménez del Río † (18 dicembre 1795 - 1º aprile 1800 deceduto)
- Joaquín Company Soler, O.F.M. † (2 agosto 1800 - 13 febbraio 1813 deceduto)
- Veremundo Anselmo Arias Teixeiro † (19 dicembre 1814 - 24 febbraio 1824 deceduto)
- Simón López García, C.O. † (16 novembre 1824 - 3 settembre 1831 deceduto)
- Joaquín López Sicilia † (24 febbraio 1832 - 24 agosto 1835 deceduto)
  - Sede vacante (1835-1848)
- Pablo García Abella, C.O. † (17 gennaio 1848 - 6 agosto 1860 deceduto)
- Mariano Benito Barrio Fernández † (18 marzo 1861 - 20 novembre 1876 deceduto)
- Antolín Monescillo y Viso † (22 giugno 1877 - 11 luglio 1892 nominato arcivescovo di Toledo)
- Beato Ciriaco María Sancha y Hervás † (11 luglio 1892 - 24 marzo 1898 nominato arcivescovo di Toledo)
- Sebastián Herrero Espinosa de los Monteros † (24 marzo 1898 - 9 dicembre 1903 deceduto)
- Bernardino Nozaleda y Villa, O.P. † (14 novembre 1904 - 11 dicembre 1905 dimesso[11])
- Victoriano Guisasola y Menéndez † (14 dicembre 1905 - 1º gennaio 1914 nominato arcivescovo di Toledo)
- Valeriano Menéndez y Conde † (28 maggio 1914 - 3 marzo 1916 deceduto)
- José Maria Salvador y Barrera † (4 dicembre 1916 - 4 settembre 1919 deceduto)
- Enrique Reig y Casanova † (22 aprile 1920 - 14 dicembre 1922 nominato arcivescovo di Toledo)
- Prudencio Melo y Alcalde † (14 dicembre 1922 - 31 ottobre 1945 deceduto)
- Marcelino Olaechea Loizaga, S.D.B. † (17 febbraio 1946 - 18 novembre 1966 dimesso[12])
  - Sede vacante (1966-1969)
- José María García Lahiguera † (1º luglio 1969 - 25 maggio 1978 ritirato)
- Miguel Roca Cabanellas † (25 maggio 1978 - 8 gennaio 1992 deceduto)
- Agustín García-Gasco Vicente † (24 luglio 1992 - 8 gennaio 2009 ritirato)
- Carlos Osoro Sierra (8 gennaio 2009 - 28 agosto 2014 nominato arcivescovo di Madrid)
- Antonio Cañizares Llovera (28 agosto 2014 - 10 ottobre 2022 ritirato)
- Enrique Benavent Vidal, dal 10 ottobre 2022

## Statistiche
L'arcidiocesi nel 2023 su una popolazione di 2.869.034 persone contava 2.708.000 battezzati, corrispondenti al 94,4% del totale.
| anno | popolazione | popolazione | popolazione | presbiteri | presbiteri | presbiteri | presbiteri                | diaconi | religiosi | religiosi | parrocchie |
| anno | battezzati  | totale      | %           | numero     | secolari   | regolari   | battezzati per presbitero | diaconi | uomini    | donne     | parrocchie |
| ---- | ----------- | ----------- | ----------- | ---------- | ---------- | ---------- | ------------------------- | ------- | --------- | --------- | ---------- |
| 1950 | 1.650.000   | 1.660.000   | 99,4        | 1.153      | 773        | 380        | 1.431                     |         | 600       | 3.925     | 432        |
| 1970 | ?           | 1.886.742   | ?           | 1.826      | 1.143      | 683        | ?                         |         | 704       | 4.420     | 606        |
| 1980 | 2.165.050   | 2.279.571   | 95,0        | 1.525      | 1.007      | 518        | 1.419                     | 1       | 861       | 3.691     | 654        |
| 1990 | 2.200.100   | 2.315.901   | 95,0        | 1.536      | 918        | 618        | 1.432                     |         | 942       | 3.608     | 659        |
| 1999 | 2.294.000   | 2.415.000   | 95,0        | 1.516      | 810        | 706        | 1.513                     |         | 928       | 3.530     | 651        |
| 2000 | 2.369.422   | 2.383.912   | 99,4        | 1.505      | 799        | 706        | 1.574                     |         | 928       | 3.530     | 651        |
| 2001 | 2.387.088   | 2.401.938   | 99,4        | 1.556      | 801        | 755        | 1.534                     |         | 900       | 3.515     | 651        |
| 2002 | 2.298.415   | 2.419.385   | 95,0        | 1.569      | 790        | 779        | 1.464                     |         | 890       | 4.025     | 651        |
| 2003 | 2.294.307   | 2.499.357   | 91,8        | 1.556      | 786        | 770        | 1.474                     |         | 875       | 4.025     | 652        |
| 2004 | 2.484.037   | 2.562.333   | 96,9        | 1.538      | 788        | 750        | 1.615                     |         | 850       | 3.800     | 652        |
| 2010 | 3.030.000   | 3.213.000   | 94,3        | 1.521      | 761        | 760        | 1.992                     | 10      | 870       | 3.810     | 650        |
| 2014 | 3.041.000   | 3.225.000   | 94,3        | 1.541      | 731        | 810        | 1.973                     | 16      | 965       | 3.820     | 647        |
| 2017 | 2.636.400   | 2.792.872   | 94,4        | 1.345      | 745        | 600        | 1.960                     | 16      | 689       | 3.753     | 646        |
| 2020 | 2.657.740   | 2.815.430   | 94,4        | 1.187      | 837        | 350        | 2.239                     | 34      | 515       | 2.550     | 649        |
| 2022 | 2.689.000   | 2.848.560   | 94,4        | 1.072      | 793        | 279        | 2.508                     | 33      | 429       | 1.820     | 638        |
| 2023 | 2.708.000   | 2.869.034   | 94,4        | 1.069      | 807        | 262        | 2.533                     | 41      | 419       | 1.801     | 632        |